# Snovik
Snovik – wieś w Słowenii, w gminie Kamnik. W 2018 roku liczyła 58 mieszkańców.